# アリューシャン地震 (1957年)
1957年のアリューシャン地震（アリューシャンじしん）は、同年3月9日にアメリカ・アラスカ州のアリューシャン列島で発生したモーメントマグニチュード (Mw) 8.6の地震。

## 概要
1957年3月9日にモーメントマグニチュード (Mw) 8.6あるいはMw9.1（表面波マグニチュード (Ms) 8.3）の地震が、アリューシャン列島の一部であるアンドリアノフ諸島の南のプレート境界で発生した。余震域の大きさは東端はクレニッツァン諸島沖、西端はアムチトカ島沖の長さ約1,200kmで、これは2004年スマトラ島沖地震とほぼ同程度の長さである。
この地震によりアダック島とウニマク島の地下に影響を与えただけでなく、長期間に渡り活動を休止していた火山・ブセビドフ山にも影響を与えた。
また、津波も発生しハワイでは16mの津波が到達して500万ドルもの被害をもたらした。津波でオアフ島では2つの村が破壊され、アリューシャン地域では2つの橋が破壊されたが、地震または津波での死者は無かった。
モーメントマグニチュードでJohnson(1994)の値を採用すれば、2011年現在、アメリカ国内で発生した地震では4番目の規模である。
| 順位                           | 名称                                   | 発生日（UTC）  | 規模（Mw） |
| ------------------------------ | -------------------------------------- | -------------- | ---------- |
| 1                              | チリ、バルディビア                     | 1960年5月22日  | 9.5        |
| 2                              | アラスカ、プリンス・ウィリアム湾       | 1964年3月28日  | 9.2        |
| 3                              | スマトラ島・アンダマン諸島             | 2004年12月26日 | 9.1        |
| 3                              | 東北地方太平洋沖地震                   | 2011年3月11日  | 9.1        |
| 5                              | カムチャツカ半島東方沖                 | 1952年11月5日  | 9.0        |
| 6                              | チリ、ビオビオ                         | 2010年2月27日  | 8.8        |
| 6                              | エクアドル・コロンビア                 | 1906年1月31日  | 8.8        |
| 8                              | アリューシャン列島、ラット諸島         | 1965年2月4日   | 8.7        |
| 9                              | アリューシャン列島、ユニマク島         | 1946年4月1日   | 8.6        |
| 9                              | アッサム・チベット                     | 1950年8月15日  | 8.6        |
| 9                              | アリューシャン列島、アンドレアノフ諸島 | 1957年3月9日   | 8.6        |
| 9                              | スマトラ島北部                         | 2005年3月28日  | 8.6        |
| 9                              | スマトラ島北部西方沖                   | 2012年4月11日  | 8.6        |
| 規模はアメリカ地質調査所による |                                        |                |            |